# 張龍 (鳳翔侯)
張龍（？—1397年），江浙行省濠州（今安徽凤阳）人，明朝军事人物。
其早年跟从朱元璋攻占常州、寧國、婺州、江州、武昌，授花槍所千戶。后攻下淮东，守卫海安。后与张士诚在海口交战，活捉彭元帥。此后进攻通州、升任威武衛指揮僉事。之后进兵山東、河南。洪武三年調守鳳翔，改鳳翔衛指揮。賀宗哲围城而无法攻下鳳翔。此后进攻鳳州，跟随徐达攻入沔州、興元，招降守将劉思忠、并击退吳友仁攻击。此后跟随李文忠进攻洮州。封鳳翔侯。之后跟随傅友德征战云南，并攻破大理、鶴慶。此后跟随馮勝出金山，招降納哈出。后与唐勝宗在平越、鎮遠、貴州屯田。此后都勻动乱，其辅佐蓝玉平定。后告老还乡。洪武三十年去世。
其子張麟娶福清公主，为驸马。
　　